# Història del Txad
Aquest article tracta sobre la història del Txad.

## Història antiga
Un crani humanoide trobat a Borkou té més de tres milions d'anys d'antiguitat. A causa del fet que en temps ancestrals l'àrea sahariana no era completament àrida, la població del Txad es trobava distribuïda en forma molt més àmplia que en l'actualitat. Per exemple, 7.000 anys enrere, la conca central del nord, actualment al Sàhara, es trobava encara coberta amb aigua i la gent vivia i conreava al voltant de les seves costes. Les pintures rupestres a Ennedi mostren elefants, rinoceronts, girafes, bestiar i camells; només els camells sobreviuen aquí en l'actualitat. La regió va ser coneguda pels mercaders i geògrafs des de l'edat mitjana tardana. A partir de llavors, el Txad ha servit com un encreuament de camins per als pobles musulmans del desert i les regions de la sabana i les tribus animistes bantus dels boscos tropicals.
El poble sao va viure al llarg del riu Chari durant milers d'anys, però els seus governs relativament febles van ser presos pels poderosos caps del que es convertiria després en els regnats de Kanem-Bornu i Baguirmi. En la seva major esplendor, aquests regnats i el regnat d'Ouaddai van controlar una bona part de l'actual Txad, així com parts de Nigèria i del Sudan. Des del segle xvi fins al segle xx van ser comuns els assalts d'esclaus àrabs.

## Colonialisme francès
El 1887, França, motivada per la recerca de riquesa, va dirigir-se terra endins dels seus assentaments a la costa oest de l'Àfrica central per reclamar el territori d'Oubangui-Chari (actual República Centreafricana), reivindicant aquesta zona com a zona d'influència francesa i en dos anys va ocupar part del que avui és el sud del Txad. A principis de la dècada de 1890, les expedicions militars franceses enviades al Txad es van trobar amb les forces de Rabah, que havien estat realitzant incursions esclavistes al sud del Txad durant la dècada de 1890 i havien saquejat els assentaments de Bornu, Baguirmi i l'Imperi Wadai. Després d'anys d'enfrontaments indecisos, les forces franceses finalment van derrotar a Rabah a la batalla de Kousséri el 1900. En els anys següents, els francesos es van expandir gradualment cap a l'est i el nord del Txad, trobant una forta resistència com durant la guerra d'Ouadai, i al Tibesti i Borku. França va conquerir els últims governs independents al Txad el 1917, i havia derrotat les últimes grans insurreccions natives el 1920.
El 1905 la responsabilitat administrativa del Txad va ser posada en mans d'un governador general ubicat a Brazzaville en el que és actualment la República del Congo. Tot i unir-se el Txad a les colònies franceses del Gabon, Oubangui-Chari i del Congo Mitjà per formar la federació de l'Àfrica Equatorial Francesa el 1910, no va obtenir estatus colonial fins al 1920. La regió nord del Txad va ser ocupada per França el 1914.
Durant la Segona Guerra Mundial el Txad va ser la primera colònia francesa a unir-se als aliats (26 d'agost de 1940) sota l'administració de Félix Éboué, el primer governador colonial negre de França. Després d'un referèndum sobre l'autonomia territorial (28 de setembre de 1958), l'Àfrica Equatorial Francesa va ser dissolta i els seus quatre estats constituents van ser transformats en membres autònoms de la comunitat francesa (28 de novembre de 1958). L'11 d'agost de 1960 el Txad va esdevenir un estat independent governat pel seu primer president, François Ngarta Tombalbaye.

## Independència i guerra civil
Una llarga guerra civil va començar com una revolta contra els impostos el 1965 i aviat va enfrontar el nord i l'est musulmans contra el govern meridional. Encara amb l'ajuda de les forces de combat franceses, el govern de Tombalbaye es va veure incapaç d'aturar la insurgència. El govern de Tombalbaye es va tornar més irracional i brutal, i portà a la milícia a posar en pràctica un cop d'estat el 1975 i instal·lar al general Félix Malloum, un meridional, com a cap d'estat. El 1978 el govern de Malloum va ser ampliat per incloure'n més del nord. Certs dissentiments interns van portar al primer ministre nord, Hissène Habré a enviar les seves forces en contra de l'exèrcit nacional a la capital, N'Djamena, al febrer de 1979. La guerra civil resultant entre les 11 faccions emergents va ser tan àmplia que va eliminar gairebé completament el govern central. En aquell punt altres governs africans van decidir intervenir-hi.

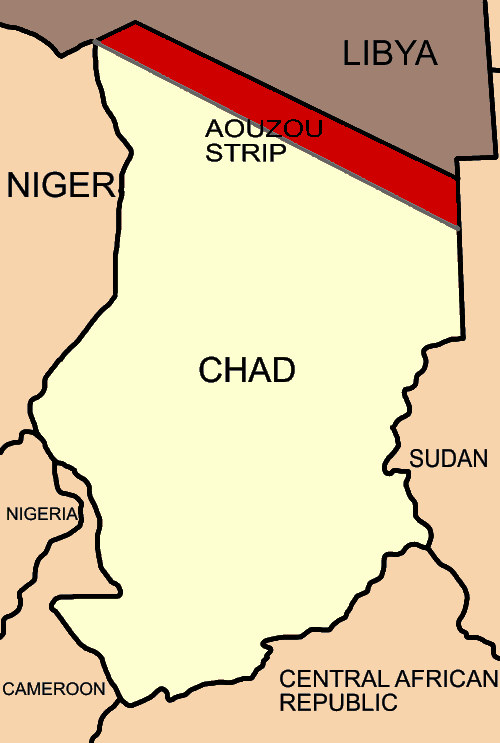
La franja d'Aouzou (roig), reclamada i ocupada per Líbia entre 1976 i 1987

Una sèrie de quatre conferències internacionals, mantingudes primer sota patrimoni nigerià i després per l'Organització de la Unitat Africana (OAU), va intentar unir les faccions txadianes. Durant la quarta conferència, mantinguda a Lagos, Nigèria, a l'agost de 1979, va ser signat l'acord de Lagos. Aquest acord va establir un govern transitori fins a l'arribada de les eleccions nacionals. El novembre de 1979 el Govern de Transició per a la Unitat Nacional (GUNT) va ser creat amb un mandat per governar per 18 mesos. Goukouni Oueddei, del nord, va ser nomenat president; el coronel Kamougué, un meridional, vicepresident; i Hauré ministre de Defensa. Aquesta coalició va resultar ser feble; en gener de 1980 es van reiniciar les lluites entre les forces de Goukouni i Habré. Amb assistència de Líbia, Goukouni recobrà el control de la capital i altres centres urbans cap al final de l'any. No obstant això, la declaració de gener de 1981 de Goukouni segons la qual el Txad i Líbia havien acordat treballar per la realització d'una unitat completa entre els dos estats va generar una intensa pressió internacional. Goukouni va haver de fer retrocedir per complet les seves forces a l'exterior. La retirada parcial de Líbia cap a la franja d'Aouzou al nord del Txad va alliberar el camí perquè les forces d'Hauré entressin a N'Djamena al juny. Les forces franceses i la força de pau de l'OUA de 3.500 tropes nigerianes,  sengaleses i zaireses (parcialment finançades pels Estats Units) van romandre neutrals durant tot el conflicte.
Hauré continuà enfrontant l'oposició armada en diversos fronts i va ser brutal en la repressió d'oponents sospitosos, massacrant i torturant-ne molts durant el seu govern. En l'estiu de 1983, les forces del GTUN llançaren un atac ofensiu contra posicions del govern al nord i est del Txad amb suport libi. En resposta a la intervenció directa de Líbia, les forces franceses i zaireses hi intervingueren per defensar a Hauré, empenyent les forces líbies i rebels al nord del paral·lel 16. Al setembre de 1984, els governs francès i libi van anunciar un acord per al Txad. Cap al final de l'any totes les tropes franceses i zaireses van ser retirades. Líbia no va honrar l'acord i les seves forces van continuar l'ocupació del nord del Txad.
Alguns grups de comandament rebels del sud (COLZE) al sud de Txad van ser dissolts amb massacres del govern el 1984. Al 1985 Hauré es va reconciliar breument amb alguns dels seus oponents més poderosos, incloent-hi el Front Democràtic Txadià i el Comitè d'Acció Coordinada del Consell Democràtic Revolucionari. Goukouni també va començar a reunir-se amb Hauré i gràcies al seu suport Hauré va expulsar les forces líbies de la majoria del territori txadià. El cessament d'hostilitats es va mantenir entre el Txad i Líbia entre 1987 i 1988 i les negociacions durant els següents anys van portar a la decisió de la Cort de Justícia Internacional el 1994, la qual garantia al Txad la sobirania sobre la franja d'Aouzou, acabant així efectivament amb l'ocupació líbia.
No obstant això, les rivalitats entre els grups hadjerai, zaghawa i gorano dins del govern van créixer a la segona meitat dels anys 1980. A l'abril de 1989, Idriss Déby, un dels generals en cap d'Hauré i un zaghawa, va fugir cap a Darfur al Sudan, des d'on va muntar una sèrie d'atacs amb suport zaghawa contra Hauré.
 Al desembre de 1990, amb ajuda líbia i cap oposició de les tropes franceses al Txad, les forces de Déby van avançar reeixidament sobre N'Djamena. Després de tres mesos de govern provisional, el Moviment Patriòtic de Salvació (MPS) va aprovar un fur nacional el 28 febrer de 1991 amb Déby de president.
Durant els següents dos anys, Déby va enfrontar almenys dos intents de cops d'estat. Les forces del govern es van enfrontar violentament amb forces rebels, incloent el Moviment per a la Democràcia i el Desenvolupament (MDD), el Comitè de la Reactivació Nacional per a la Pau i la Democràcia (CSNPD), el Front Nacional Txadià (FNT) i les Forces Armades Occidentals (FAO) prop del llac Txad i en regions del sud del país. Les primeres demandes franceses perquè l'estat mantingués una conferència nacional tingueren com a resultat la reunió de 750 delegats de partits polítics (legalitzats al 1992), el govern, unions de mercat i l'exèrcit per discutir la creació d'un règim democràtic pluralista.
No obstant això, les agitacions van continuar en part per les matances a gran escala de civils al sud del Txad. La CSNPD, dirigida per Kette Moise i altres grups del sud van arribar a un acord de pau amb les forces del govern al 1994, el qual va ser trencat més tard. Els nous grups, les Forces Armades per la República Federal (FARF) liderades per l'exaliat de Kette, Laokein Barde, el Front Democràtic per a la Renovació (FDR) i un reformulat MDD, es van enfrontar amb les forces del govern entre 1994 i 1995.
Els diàlegs amb oponents polítics a principis 1996 no van resultar gaire bé, però Déby va anunciar el seu intent de mantenir les eleccions presidencials al juny. Déby va guanyar les primeres eleccions presidencials multipartidàries de l'estat amb suport en la segona volta del líder opositor Kebzabo, i derrotà al general Kamougué (líder del cop d'estat de 1975 contra Tombalbaye). El partit MPS de Déby va guanyar 63 de 125 escons en les eleccions legislatives de gener de 1997. Els observadors internacionals van notar nombroses irregularitats de gravetat en els procediments de les eleccions presidencials i legislatives.
Cap a mitjan 1997 el govern va signar un acord de pau amb la FARF i els líders del MDD i van aconseguir retirar els grups de les seves bases a la República Centreafricana i Camerun. Els acords van ser també pactats amb rebels del Front Nacional per al Txad (FNT) i el Moviment per la Justícia Social i Democràcia, a l'octubre de 1997. No obstant això, la pau va durar poc i els rebels de la FARF es van enfrontar a les forces del govern; finalment es rendiren al maig de 1998. Barde va ser assassinat durant els enfrontaments, igual que molts altres meridionals, la majoria civils.
A partir d'octubre de 1998, els rebels del Moviment Txadià per a la Justícia i la Democràcia (MDJT), liderats per Youssuf Togoimi fins a la seva mort al setembre de 2002, havien tingut conflictes amb les tropes del govern a la regió de Tibesti, i això tingué com a resultat la mort de centenars de civils, soldats i rebels, però amb pocs avenços en cap direcció. Cap altra força d'oposició va sorgir en altres regions del Txad, tot i que Ketté Moise havia muntat una operació local a petita escala a prop de Moundou, la qual va ser ràpidament i violentament suprimida per les forces del govern, i el 2000 Ketté Moise va ser assassinat amb molta violència en un bosc.
A mitjan dècada del 1990 Déby va restaurar gradualment part de les funcions bàsiques del govern i va entrar en un acord amb el Banc Mundial i el FMI per dur a terme substancials reformes econòmiques. L'explotació de petroli a la regió del sud de Doba començà al juny de 2000 amb l'aprovació de la Junta del Banc Mundial per finançar una petita porció d'un projecte destinat a extraure el cru txadià mitjançant una canonada de distribució de 1.000 quilòmetres pel Camerun fins al golf de Guinea. El projecte va establir mecanismes únics per al Banc Mundial, sectors privats, el govern i la col·laboració de la societat civil per garantir que els futurs ingressos del petroli beneficiessin les poblacions locals per reduir la pobresa. L'èxit del projecte dependrà d'intensius esforços de monitoratge que assegurin que totes les parts mantenen els compromisos pactats.

Déby va guanyar un inexacte 63% en la primera volta de les eleccions presidencials de maig de 2001 després que les eleccions legislatives fossin ajornades fins a la primavera de 2002. Havent acusat al govern de frau, els líders opositors van ser arrestats (en dues ocasions) i un activista d'un partit d'oposició va ser assassinat després de l'anunci dels resultats electorals. No obstant això, malgrat les declaracions de corrupció al govern, el favoritisme de Zaghawas i els abusos de les forces de seguretat, les crides a vagues generals i a les manifestacions dels partits d'oposició i sindicats laborals no van resultar reeixides. Malgrat el moviment cap a la reforma democràtica el poder es manté en mans d'una oligarquia d'una ètnia del nord.

## Guerra contra el Sudan
La guerra contra el Sudan va començar oficialment el 23 de desembre de 2005 quan el govern del Txad li va declarar la guerra i va fer una crida als ciutadans del Txad perquè es mobilitzessin contra l'"enemic comú", els militants del RDL, recolzats pel govern del Sudan i la milícia sudanesa. Les milícies van atacar els pobles i ciutats de l'est del Txad, van robar bestiar, assassinaren ciutadans i van cremar cases. Més de 200.000 refugiats de la regió de Darfur, al nord-oest, van demanar asil a l'est. El president del Txad, Idriss Déby, va acusar el president del Sudan, Omar Hassan Ahmad al-Bashir, de tractar de "desestabilitzar el nostre país, conduir el poble a la misèria, crear desordre i exportar la guerra des de Darfur al Txad".
Un atac a la ciutat d'Adre, al costat de la frontera amb el Sudan, va causar la mort d'uns cent rebels, com van dir gairebé totes les agències de notícies, o de tres-cents, com va dir la CNN. El govern sudanès va rebre fortes crítiques per aquest atac, el segon en aquesta regió en tres dies, però el portaveu del Ministeri d'Afers estrangers sudanès, Jamal Mohammed Ibrahim, va rebutjar que el Sudan hi tingués res a veure: "No tractem d'agreujar el conflicte amb el Txad. Tècnicament rebutgem tenir res a veure amb els assumptes interns del Txad". Aquest atac va ser la gota que va fer vessar el got, i va conduir a la declaració de guerra i al suposat desplegament de les forces aèries txadianes en l'espai aeri sudanès.
El Txad va poder rebutjar-ne un atac a N'Djamena el 13 d'abril de 2006. El president va declarar a la ràdio nacional que la situació estava sota control, però alguns residents, diplomàtics i periodistes van informar que havien sentit trets.
El 25 de novembre de 2006, els rebels van capturar la ciutat d'Abéché, capital del departament d'Ouaddai i centre d'ajuda humanitària de la regió de Darfur al Sudan. El mateix dia, un altre grup rebel, la Unió de Forces Democràtiques, va capturar Biltine. El 26 de novembre de 2006 el govern txadià assegurava haver recuperat ambdues ciutats, encara que els rebels també van dir que controlaven Biltine. Els edificis governamentals i les oficines d'ajuda humanitària a Abeche van ser saquejades. El govern txadià va rebutjar un advertiment de l'ambaixada francesa a N'Djamena, segons la qual un grup de rebels es dirigien a la prefectura de Batha, a la zona central del Txad. El Txad insisteix que ambdós grups rebels estan recolzats pel govern sudanès.
En octubre de 2007 el govern va arribar a un acord d'auto-el-foc entre el govern i tres formacions opositores a l'exili però al febrer de 2008, tres grups rebels van unir les forces i van llançar un atac a la capital del Txad, N'Djamena, i després de fer un assalt que no va aconseguir apoderar-se del palau presidencial, l'atac va ser rebutjat decisivament. Molts dels rebels eren antics aliats del president Idriss Déby, que l'acusaven de corrupció envers la seva pròpia tribu. La Missió de Pau de la Unió Europea s'hi va desplegar dies després i finalment el 2010 es va signar la pau.
Idriss Deby va morir el 20 d'abril de 2021 mentre comandava les forces que lluitaven en el front contra els rebels del Front per l’Alternança i la Concòrdia del Txad (FACT).